# フランツ・ヒュンテン
フランツ・ヒュンテン（Franz Hünten, 1792年12月26日 - 1878年2月22日）は、ドイツの作曲家、ピアニスト、音楽教師。

## 生涯
トリーア大司教領のコブレンツに生まれたフランツ・ヒュンテンは、オルガニストである父のダニエル・ヒュンテンに音楽の手ほどきを受けたのち、父の弟子アンリ・エルツの勧めで1819年にパリ音楽院に入学した。パリ音楽院ではルイ＝バルテレミ・プラデールにピアノを、ルイジ・ケルビーニに対位法を、アントニーン・レイハに和声法を師事した。パリと生地のコブレンツで活動し、主にピアノのための小品、ロンド、変奏曲、オペラ編曲などを数多く作曲した。著名な弟子にシャルル・グノーとルイーゼ・フォン・プロイセン (1838-1923) がいる。
兄にピアノ教師で作曲家のヴィルヘルム・ヒュンテン、弟にピアノとギターの教師のペーター・エルンスト・ヒュンテンがいる。子のエミール・ヒュンテン、孫（エミールの子）のマックス・ヒュンテンはいずれも画家となった。

## 作品

### 室内楽曲
- ピアノ三重奏曲第1番 変ホ長調 Op. 14
- ピアノ三重奏曲第2番 ニ短調 Op. 91
- ピアノ三重奏曲第3番 変ロ長調 Op. 172
- ピアノ三重奏曲第4番 Op. 175

### ピアノ独奏曲
- 3つのソナチネ 3 Sonatines, Op. 6
  1. ハ長調
  2. ト長調
  3. ニ長調
- ピアノのメトード Méthode de Piano, Op. 60[注釈 2]
- 若い学習者のための18の段階的訓練課題集 18 Exercices progressifs à l'usage des jeunes élèves, Op. 80
- 12の旋律的練習曲 12 Études mélodiques, Op. 81
- 愉快な最初のレッスン集、3巻からなる22の段階的小品 Les premières Leçons récréatives. 22 petits Morceaux progressifs en 3 Suites, Op. 85
  1. 10の最初のレッスン Les 10 premières Leçons[9][注釈 3]
  2. 8つの小品 8 petits Morceaux
  3. 4つのロンディーノ 4 Rondinos
- 25の段階的練習曲（性格的練習曲） 25 Études progressives et soigneusement doigtées (Études caractéristiques), Op. 114